# Gernand von Schwalbach
Gernand von Schwalbach (* 1545; † 21. April 1601 in Kiedrich) war kurmainzischer Rat und erster Oberamtmann in Königstein im Taunus.

## Familie
Gernand von Schwalbach war der Sohn Peters von Schwalbach († 1570) und der Katharina von Heusenstamm († 1564); seine Ehefrau Anna († 3. Januar 1606) entstammte der Ehe des Dieter III. Breder von Hohenstein († 1571), fürstbischöflich speyerischer Rat und Faut zu Bruchsal, und der Katharin Roth von Burgschwalbach.
Sein Vater Peter von Schwalbach war Solms'scher Amtmann im Amt Greifenstein und wurde danach Mainzischer Rat und Amtmann im Amt Amöneburg. Die Mutter Peters, Anna geborene Brendel von Homburg war eine Verwandte von Kurfürst Daniel Brendel von Homburg, woraus sich die Bindung an Kurmainz erklärte.
Seine Frau Anna war Erbin der Allod-Besitzungen der Linie Breder von Hohenstein zu Hohenstein.
Aus der Ehe gingen als Kinder hervor:
1. Eva Dorothea von Schwalbach (* um 1573; † 1624), verheiratet seit 1600 mit Christoffel Eitel Schutzbar genannt Milchling (* um 1572; † 1622); Epitaph in der Evangelischen Pfarrkirche von Treis an der Lumda,[4]
2. Gertraud Margretha von Schwalbach († 1629), verheiratet seit 1601 mit Johann Marquard von Rheinberg († 1615) zu Nauheim, begraben in Kiedrich,
3. Katharina Elisabeth von Schwalbach († 1622/35), verheiratet seit 1608 mit Johann Konrad von Vorburg (Jean-Conrad de Vorbourg; Fohrburg) († 1622) zu Delsberg, Rat des Erzbischofs von Mainz und Amtmann zu Miltenberg und Stadtprozelten, kaiserlicher Kammergerichtsassessor,
4. Wolf Adam von Schwalbach (* um 1587; † 1617) auf Haseleck (Hasselheck)[5], seit 1610 verheiratet mit Anna Juliana von Eltz (* 1588; † nach 1648).

Gernands von Schwalbach Schwester Katharina von Schwalbach wurde Abtissin des Klosters Dalheim. Die Schwester Anna von Schwalbach heiratete Friedrich Gottfried von Walderdorff († 1621) zu Bensheim, den kurmainzischen Amtmann zu Tauberbischofsheim.

## Wirken
Nach der Übernahme der Grafschaft Königstein durch Kurmainz wurde Gernand von Schwalbach Mitglied der kaiserlich-kurfürstlichen Kommission zur Übernahme der Grafschaft und erster Oberamtmann des neuen Oberamtes Königstein. In dieser Funktion diente er Kurmainz bis zu seinem Tod 1601.
Seine wichtigste Aufgabe war die Überführung der gräflichen Verwaltung in die Strukturen des Kurstaates. Hierbei half, dass die Beamten der gräflichen Verwaltung überwiegend im Amt blieben. Lediglich der Stolbergische Amtmann Thielo Ziegler und der Stolberger Rat Dr. Ludwig Braunfels verließen Königstein.
Er begann mit der Inventarisierung der neu erworbenen Grafschaft, was durch die zersplitterte Lage und die sich vielfach überschneidenden Recht einzelner Herrschaften nicht einfach war. Dieses Jurisdiktionalbuch der Herrschaft Königstein wurde erst durch seine Nachfolger 1619 fertiggestellt.
Wesentlich war auch die Regulierung der bestehenden Schulden der Herrschaft Königstein. Hierzu trug die Einstellung der gräflichen Hofhaltung in Königstein bei.
Der sensibelste Punkt war die Religionsfrage. Königstein war mit der Reformation evangelisch geworden, der neue Landesherr Kurmainz war jedoch katholisch. In den Übergabeverhandlungen hatte Stolberg vergeblich darauf gedrängt, Kurmainz zu einem Verzicht auf einen Religionswechsel nach dem Rechtsgrundsatz Cuius regio, eius religio zu verpflichten. Während der Amtszeit von Gernand von Schwalbach wurde die Religionszugehörigkeit nicht angetastet. Dies führte dazu, dass Gernand von Schwalbach, der katholischer Konfession war, für die Ernennung der protestantischen Pfarrer zuständig war.
Die dann unter seinem Nachfolger ab 1601 durchgeführte Gegenreformation im Oberamt Königstein verlief ohne größeren Widerstand.

## Tod
Gernand von Schwalbach wurde in der Katholischen Pfarrkirche St. Valentin in Kiedrich begraben. Nachdem seine Frau fünf Jahre später gestorben war, fand auch sie ihre letzte Ruhe an seiner Seite. Die Grabinschrift lautet:

„Anno 1601 den 21. Aprilis starb der wohledel vnd vest Gernand von Schwalbach Churfürstlich Maintzischer Raht vnd Oberambtman der Herschafft Königstein.“